# الور، حسن
الور، حسن (به انگلیسی: Alur, Hassan) یک منطقهٔ مسکونی در هند است که در کارناتاکا واقع شده‌است.

## خصوصیات
الور ۴٬۹۶۱ نفر جمعیت دارد و ۹۷۴ متر بالاتر از سطح دریا واقع شده‌است.